# Кьеппа, Риккардо
Риккардо Кьеппа (итал. Riccardo Chieppa; 24 мая 1926, Рим — 18 января 2025, Рим) — итальянский юрист, председатель Конституционного суда Италии (2002—2004).

## Биография
Риккардо Кьеппа родился 24 мая 1926 года в Риме.
За свою карьеру был начальником Службы по правовым вопросам и связям с конституционными органами при Президенте Республики. Занимал должности в Государственном совете. Был избран конституционным судьей 17 декабря 1994 года и приведён к присяге 23 января 1995 года. Избран председателем Конституционного суда 5 декабря 2002 года. 23 января 2004 года ушёл в отставку. Кьеппа также являлся президентом Высокого суда спортивной юстиции.
Скончался 18 января 2025 года в Риме на 99-м году жизни.